# Code de la nationalité tunisienne
Le code de la nationalité tunisienne (arabe : مجلة الجنسية التونسية) regroupe l'ensemble des règles régissant la façon par laquelle la nationalité tunisienne est transmise, acquise ou perdue.

## Histoire
Il est promulgué par le décret beylical du 26 janvier 1956 puis substantiellement modifié par le décret-loi n°63-6 du 28 février 1963. La dernière modification est apportée par la loi no 2010-55 du 1er décembre 2010.
Avant 1956, deux décrets beylicaux régissent la nationalité tunisienne : le décret du 19 juin 1914 et celui du 8 novembre 1921 réglementant respectivement la nationalité tunisienne et son acquisition.
À partir de 2014, la déchéance de la nationalité est interdite, et ce conformément à l'article 25 de la nouvelle Constitution, adopté après la révolution de 2011 : « Il est interdit de déchoir de sa nationalité tout citoyen tunisien, de l'exiler, de l'extrader ou de l'empêcher de retourner dans son pays ».

## Présentation
Le code de la nationalité tunisienne est divisé en quatre titres et 65 articles :
- Titre préliminaire : Dispositions générales (articles 1 à 5)
- Titre premier : De la nationalité tunisienne (articles 6 à 38)
- Titre II : De la procédure administrative (articles 39 à 47)
- Titre III : Du contentieux de la nationalité (articles de 48 à 65)

## Transmission de la nationalité par la mère
Le principe de transmission de la nationalité par la mère a beaucoup évolué depuis la promulgation du code de la nationalité tunisienne en 1956.
Ainsi, d'après sa première version, l'enfant né d'une mère tunisienne et d'un père inconnu ou apatride acquiert la nationalité tunisienne.
À partir de 1963, la femme tunisienne transmet sa nationalité à son enfant né en Tunisie, quel que soit la nationalité ou le statut du père, d'après l'article 6 du nouveau code refondé.
La loi no 93-62 du 23 juin 1993 portant modification du code de la nationalité donne également le droit à la femme de transmettre sa nationalité à ses enfants nés à l'étranger, à condition de faire une déclaration conjointe avec le père d'après l'article 12.
Depuis la loi no 2010-55 du 1er décembre 2010, l'égalité absolue est désormais inscrite puisque le nouvel article 6 du code de la nationalité tunisienne dispose la règle suivante :

« Est tunisien l'enfant né d'un père tunisien ou d'une mère tunisienne. »